# 曹立军
曹立军（1972年11月—），男，汉族，湖南望城人，中华人民共和国政治人物。湘潭师范学院汉语言文学专业、湖南大学工商管理学院管理科学与工程专业毕业，管理学硕士。现任中共四川省委常委、成都市委书记、成都警备区党委第一书记。

## 生平
1987年9月至1990年7月，曹立军在宁乡师范学校中专学习，1990年7月考入湘潭师范学院汉语言文学专业，1994年6月加入中国共产党毕业并取得文学学士学位；1994年6月至1996年11月在湖南大学国际商学院担任教员。1996年11月起，先后担任长沙市政府办公厅秘书一处科员、副处长、主任科员，其间，曹立军曾在1999年9月至2001年11月在湖南大学工商管理学院管理科学与工程专业硕士研究生学习，并获得管理学硕士学位。
2000年11月至2001年11月，任长沙市政府办公厅秘书一处处长；2001年11至2004年9月，任长沙市人民政府办公厅党组成员、副主任，2004年9月至2008年4月，任长沙市信访局党组书记、局长兼市政府副秘书长。2008年4月至2011年5月，任长沙市天心区委副书记，区人民政府区长；2011年5月起任中共浏阳市委副书记，市人民政府市长兼长沙国家生物产业基地党工委副书记。2012年12月，任中共浏阳市委书记；2013年1月至2015年8月任长沙市人民政府副市长兼浏阳市委书记；2015年8月任长沙市委常委兼任浏阳市委书记；2017年3月，任湖南湘江新区党工委副书记、管委会主任。
2017年9月至2020年7月，任中共常德市委副书记、市人民政府市长。
2020年7月，任四川省人民政府副省长。2022年1月，兼任中共绵阳市委书记。
2022年3月，任中共四川省委常委。2024年8月，转兼任中共成都市委书记，成为中国大陆副省级城市以及省会城市最年轻的市委书记。